# 여성 폭력 국제 추방의 날

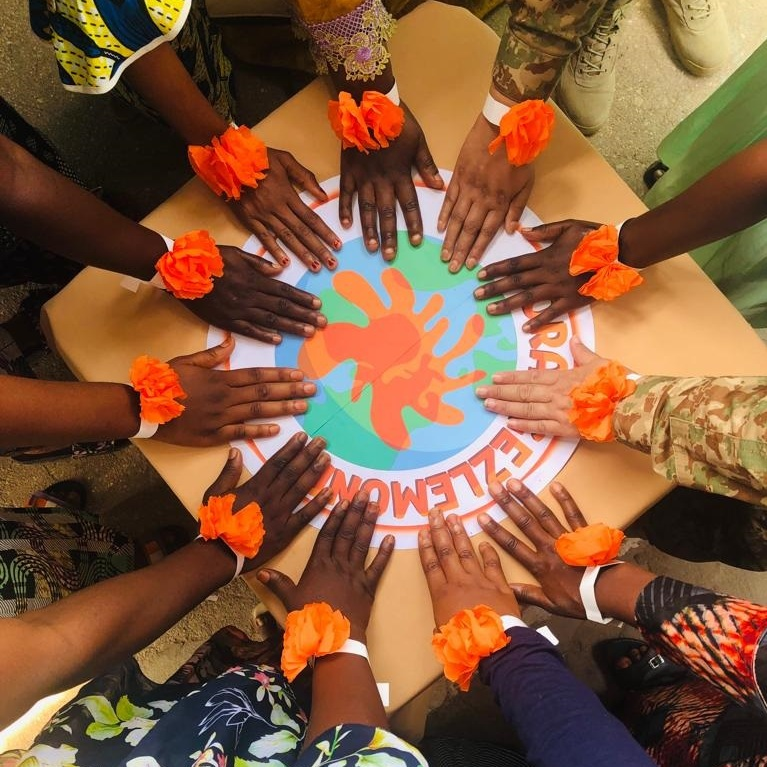

세계 여성 폭력 추방의 날(International Day for the Elimination of Violence against Women)은 1999년 유엔총회에서 11월 25일로 정한 기념일의 하나이다.
1960년 11월 25일 도미니카공화국의 미라발(Mirabal) 세 자매 파트리아, 미네르바, 마리아 테레사는 독재 정권에 항거하다 독재자 라파엘 트루히요에 의해 살해당했다. 1981년 라티아메리카의 여성활동가들은 세 자매를 추모하기 위해 11월 25일을 세계 여성폭력 추방의 날로 정했고, 1999년 12월 17일 유엔총회에서 세계 여성폭력 추방의 날을 공식 인정했다.